# إليزابيث هويت
إليزابيث هويت (بالإنجليزية: Elizabeth Hoyt)‏ هي كاتِبة أمريكية، ولدت في 21 نوفمبر 1970.